# María Jesús Esteban Galarza
María Jesús Esteban Galarza (Alonsótegui, Vizcaya, 6 de abril de 1956) es una matemática española que ha desarrollado su carrera en Francia.

## Trayectoria
Después de licenciarse en Matemáticas en la Universidad del País Vasco en 1978, realizó su tesis doctoral en París bajo la dirección de Pierre-Louis Lions, trabajando en distintos problemas sobre derivadas parciales. Defendió la tesis en 1981 en la Universidad Pierre y Marie Curie. Una vez finalizada la tesis, empezó a trabajar como investigadora en el CNRS (Centre National de la Recherche Scientifique), trabajo que realizaba desde la Université Paris VI. Coordinó el proyecto A Forward Look on Mathematics que impulsaron la Sociedad Matemática Europea (European Mathematics Society, EMS) y la Fundación Europea de Ciencias (European Science Foundation).
Como investigadora, ha trabajado en ecuaciones no-lineales en derivadas parciales y física matemática. Ha trabajado también en problemas de modelos matemáticos aplicados a la física, la mecánica cuántica y la química.
Actualmente es directora emérita en el CNRS, puesto que ejerce en el Centre de Recherche en Mathématiques de la Décision (CEREMADE), del Departamento de Matemáticas de la Université Paris-Dauphine. Entre 2015 y 2019 fue presidenta del ICIAM (International Council for Industrial and Applied Mathematics). Es miembra de la Academia de las Ciencias, Artes y Letras del País Vasco, Jakiunde,de l'Academia Europaea, de la Academia Europea de Ciencias y miembra extranjera de la Academia Austriaca de Ciencias y de la Real Academia de Ciencias española.

## Premios y reconocimientos
- Socia de honor de la RSME (Real Sociedad Matemática Española).[5]
- Presidenta del comité científico de BCAM (Basque Center for Applied Mathematics).[6]

- En 2012 fue nombrada Chevalière de l´Ordre National du Mérite por el presidente de la República Francesa.[5]
- En 2016 la Universidad del País Vasco la invistió Doctora Honoris Causa.[7]
- En 2017 la Universidad de Valencia la invistió Doctora Honoris Causa.[8]
- En 2016 fue elegida "fellow" de la Sociedad de Matemáticas Industriales y Aplicadas (SIAM) "por su destacada investigación en ecuaciones diferenciales parciales y por promover el reconocimiento de las matemáticas aplicadas a nivel internacional".
- En 2018 fue invitada al Congreso Internacional de Matemáticos (ICM 2018).
- En 2019 recibió el Premio al Servicio Distinguido a la Profesión de SIAM. Ese año también recibió el Premio Jacques-Louis Lions de la Academia de Ciencias francesa.
- En 2021, recibió la Medalla Blaise Pascal de la Academia Europea de Ciencias.
- Desde 2022 es Fellow del Consejo Científico Internacional.[9]